# FA Premier League de 2004–05
A Primeira divisão do Campeonato Inglês de Futebol da temporada 2004–2005 foi a 103ª edição da principal divisão do futebol inglês (13ª como Premier League). Foi disputada com o mesmo regulamento dos anos anteriores, quando foi implementado o sistema de pontos corridos.

## Regulamento
A Premier League é disputada por 20 clubes em dois turnos. Em cada turno, todos os times jogaram entre si uma única vez. Os jogos do segundo turno serão realizados na mesma ordem do primeiro, apenas com o mando de campo invertido. Não há campeões por turnos, sendo declarado campeão da Inglaterra o time que obtiver o maior número de pontos após as 38 rodadas.

### Critérios de desempate
Caso haja empate de pontos entre dois clubes, os critérios de desempates serão aplicados na seguinte ordem:
1. Saldo de gols
2. Gols marcados
3. Confronto direto

## Classificação final
|  |     | Clubes            | Pts | J  | V  | E  | D  | GP | GC | SG  |
|  | --- | ----------------- | --- | -- | -- | -- | -- | -- | -- | --- |
|  | 1.  | Chelsea           | 95  | 38 | 29 | 8  | 1  | 72 | 15 | +57 |
|  | 2.  | Arsenal           | 83  | 38 | 25 | 8  | 5  | 87 | 36 | +51 |
|  | 3.  | Manchester United | 77  | 38 | 22 | 11 | 5  | 58 | 16 | +32 |
|  | 4.  | Everton           | 61  | 38 | 18 | 7  | 13 | 45 | 46 | -1  |
|  | 5.  | Liverpool         | 58  | 38 | 17 | 7  | 14 | 52 | 41 | +11 |
|  | 6.  | Bolton            | 58  | 38 | 16 | 10 | 12 | 49 | 44 | +5  |
|  | 7.  | Middlesbrough     | 55  | 38 | 14 | 13 | 11 | 53 | 46 | +7  |
|  | 8.  | Manchester City   | 52  | 38 | 13 | 13 | 12 | 47 | 39 | +8  |
|  | 9.  | Tottenham         | 52  | 38 | 14 | 10 | 14 | 47 | 41 | +6  |
|  | 10. | Aston Villa       | 47  | 38 | 12 | 11 | 15 | 45 | 52 | -7  |
|  | 11. | Charlton Athletic | 46  | 38 | 12 | 10 | 16 | 42 | 58 | -16 |
|  | 12. | Birmingham City   | 45  | 38 | 11 | 12 | 15 | 40 | 46 | -6  |
|  | 13. | Fulham            | 44  | 38 | 12 | 8  | 18 | 52 | 60 | -8  |
|  | 14. | Newcastle         | 44  | 38 | 10 | 14 | 14 | 47 | 57 | -10 |
|  | 15. | Blackburn         | 42  | 38 | 9  | 15 | 14 | 32 | 43 | -11 |
|  | 16. | Portsmouth        | 39  | 38 | 10 | 9  | 19 | 43 | 59 | -16 |
|  | 17. | West Bromwich     | 34  | 38 | 6  | 16 | 16 | 36 | 61 | -25 |
|  | 18. | Crystal Palace    | 33  | 38 | 7  | 12 | 19 | 41 | 62 | -21 |
|  | 19. | Norwich City      | 33  | 38 | 7  | 12 | 19 | 42 | 77 | -35 |
|  | 20. | Southampton       | 32  | 38 | 6  | 14 | 18 | 45 | 66 | -21 |

|  |                                                                                                   |
|  | Zona de classificação à fase de grupos da Liga dos Campeões da UEFA de 2005-06                    |
|  | Zona de classificação aos play-offs para a fase de grupos da Liga dos Campeões da UEFA de 2005-06 |
|  | Zona de classificação à Copa da UEFA de 2005-06                                                   |
|  | Zona de rebaixamento à Segunda Divisão Inglesa de 2005-06                                         |

| Campeão Inglês 2004–05      |
| --------------------------- |
| CHELSEA Campeão (2º título) |

## Artilharia
| Gols | Jogador                 | Time           |
| ---- | ----------------------- | -------------- |
| 25   | Thierry Henry           | Arsenal        |
| 21   | Andy Johnson            | Crystal Palace |
| 14   | Robert Pirès            | Arsenal        |
| 13   | Jermain Defoe           | Tottenham      |
| 13   | Jimmy Floyd Hasselbaink | Middlesbrough  |
| 13   | Frank Lampard           | Chelsea        |
| 13   | Yakubu Aiyegbeni        | Portsmouth     |
| 12   | Andy Cole               | Fulham         |
| 12   | Peter Crouch            | Southampton    |
| 12   | Eiður Guðjohnsen        | Chelsea        |